# Agrotis picea
Agrotis picea là một loài bướm đêm trong họ Noctuidae.